# Magnus Brostrup Landstad
Magnus Brostrup Landstad (7. října 1802, Måsøy, Finnmark – 8. října 1880 Christiania, nyní Oslo) byl norský kněz, farář, romantický básník a folklorista, představitel norského národního obrození. Je známý především tím, že jako první vydal sbírku autentických norských tradičních balad.

## Život
Landstad se narodil ve vesnici Måsøy ve Finnmarku v Norsku jako jedno z deseti dětí faráře Hanse Johnsena Landstada. Vzdělával se doma a po složení Examen artium (akademická certifikace, která umožňovala studentovi vstoupit na univerzitu) vystudoval v letech 1822–1827 teologie na Královské Fredrikově univerzitě v Christianii. Roku 1828 se oženil s Wilhelminou Margretou Marií Lassenovou (1808–1892). Byli rodiči dvanácti dětí, z nichž šest zemřelo v raném dětství.
Landstad pracoval šest let jako kaplan v Gausdalu a následně jako farář v několika farnostech v Telemarku a nakonec v letech v letech 1859 až 1876 ve farnosti Sandar v kraji  Jarlsberg a Larvik. Roku 1870 byl oceněn Rytířským kříže Řádu svatého Olafa. 
Roku 1876 odešel na odpočinek a žil až do své smrti roku 1880 v Christianii. Pochován byl na Hřbitově našeho spasitele (Vår Frelsers gravlund) v Christianii.

## Dílo
Již ve 30. letech 19. století začal Landstad sbírat lidové písně a další lidovou poezii, především v Telemarku, v oblasti známé svou bohatou lidovou tradicí. Protože tyto písně byly v různých nářečích a Landstad chtěl tyto prvky lidové norštiny zachovat a rozvíjet, konzultoval od roku 1845 jazykové otázky s lingvistou a filologem Ivarem Aasenem, jehož projekt zemského jazyka landsmål podporoval. Jeho první knihou byla ale sbírka hymnů a náboženských básní s názvem Hjertesuk til hör dag i uge (1841, Srdečné pozdravy pro dnešní den v týdnu).

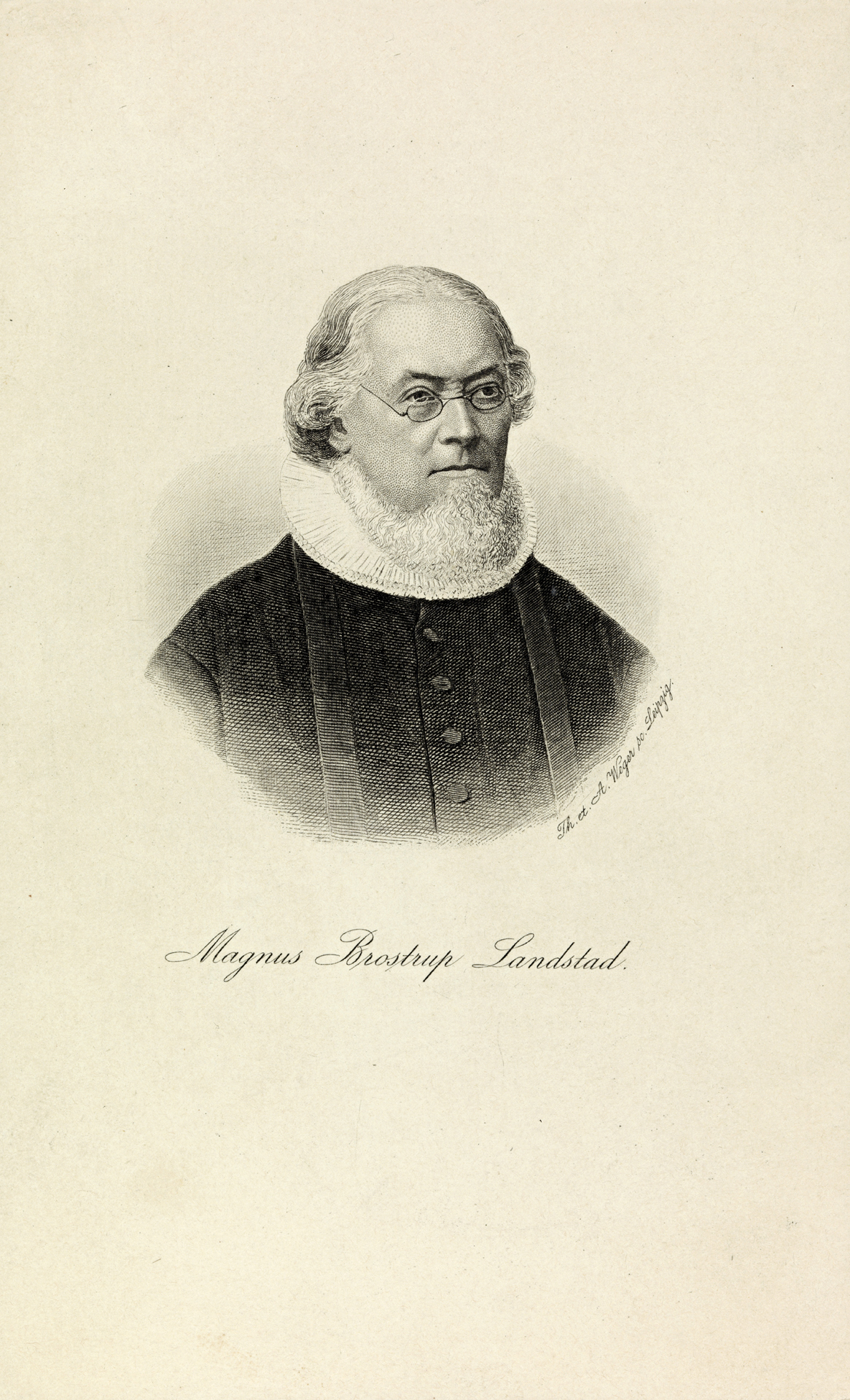
Magnus Brostrup Landstad v pozdějších letech

Výsledkem jeho sběratelské činnosti byla kniha lidových balad Norske folkeviser (1852–53, Norské lidové balady). Kniha byla dříve silně kritizována z vědeckého hlediska, ale nyní je obecně uznávána jako důstojná památka norské lidové poezie. Kromě toho psal sám básně v národním duchu. Stejně jako malíř Johan Christian Dahl a básník Aasmund Olavsson Vinje se zabýval ochranou norských památek z minulosti, především starých dřevěných kostelů, které byly rozprodávány na palivové dříví.
Byl také pověřen úkolem připravit první norský církevní zpěvník, který měl nahradit používané zpěvníky v dánštině. Práce probíhala v letech 1852–61, kdy Landstad uveřejnil Kirke-Salmebog. Et Udkast. (Církevní zpěvník. Návrh), ve kterém je řada i jeho vlastních hymnů. Po několika úpravách a po jazykové revizi (opět s pomocí Aasena) byl zpěvník v roce 1869 schválen pro použití v těch farnostech, které o tom samy rozhodly. Sbírka lidových balad a zpěvník, které se zpočátku setkaly s odporem akademické a církevní sféry, se staly populární v mnoha norských domácnostech v době, kdy bylo knih málo. Zpěvník je považován za jednu z nejvýznamnějších knih, které kdy v Norsku vyšly, a sbírka lidových písní zasáhla všechny vrstvy obyvatelstva a ovlivnila mnoho předních básníků, výtvarných umělců a skladatelů 19. století.
Rok před svou smrtí vydal Landstad sbírku básní Sange og Digte af forskjellige Slags, mest fra gamle Dage (1879, Písně a básně různých druhů, většinou ze starých časů). Chtěl také vydat rozsáhlejší dílo o lidových tradicích a sepsat vše, co sesbíral, ať už to bylo o čarodějnických procesech nebo sabatech. Po Gamle Sagn om Hjartdølerne (1880, Staré pověsti z Hjartdalu) následovaly již pouze posmrtně vydané publikace.

## Výběrová bibliografie

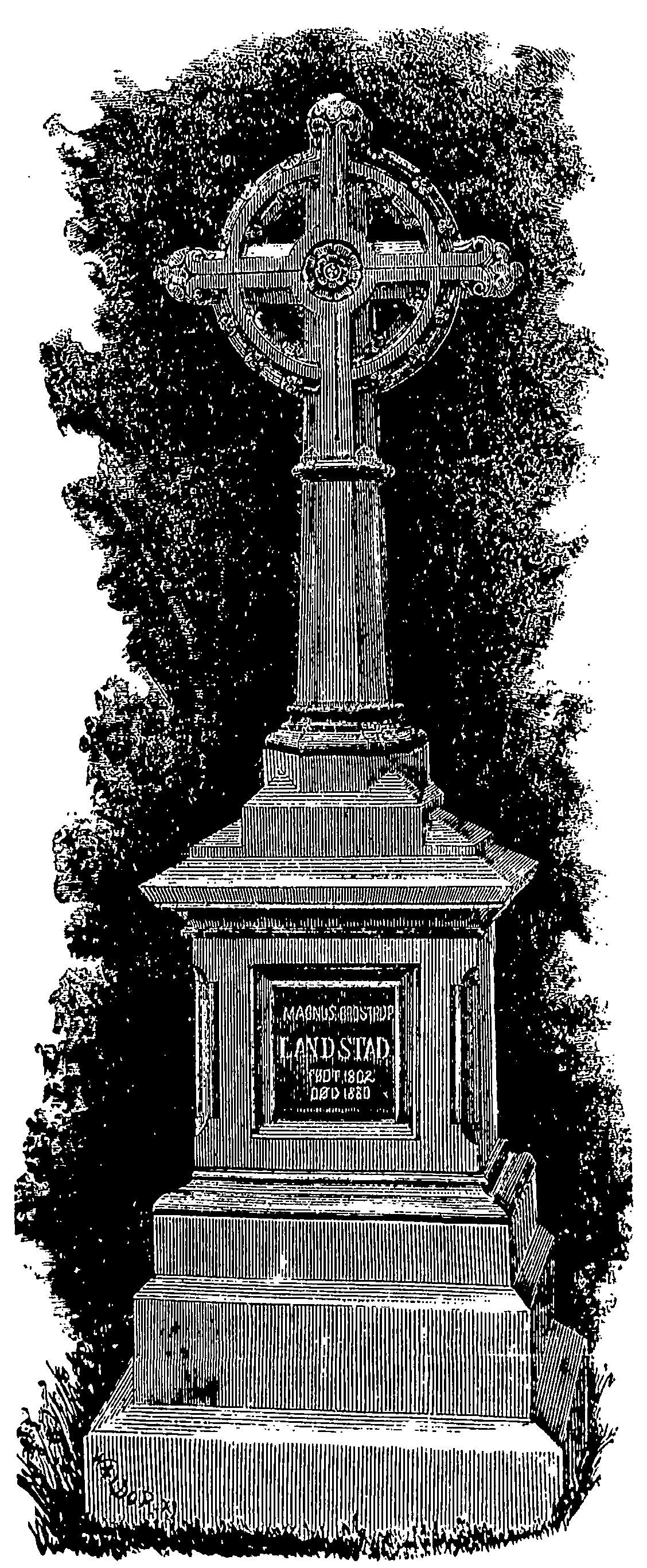
Landstadův náhrobek v Oslu

- Hjertesuk til hör dag i uge (1841, Srdečné pozdravy pro dnešní den v týdnu), sbírka hymnů a náboženských básní.
- Norske folkeviser (1852-53, Norské lidové balady), třídílná sbírka norských lidových balad v původních nářečích. Obsah sahá až do  středověku a zabývá se činy trollů, hrdinů, rytířů a bohů,[8] příloha obsahuje lidové melodie sebrané skladatelem Ludvigem Mathiasem Lindemanem[6] Kniha není vědeckou prací a byla kritizována z vědeckého hlediska, že autor nevycházel z originálních textů, což se později ukázalo jako neopodstatněné. Po dlouhou dobu šlo o největší sbírku norských lidových písní, která byla výrazem národního romantismu a budování norského národa. Dílo má asi 900 stran a obsahuje kolem sta středověkých balad, mezi nimi i jednu z nejznámějších v Norsku Draumkvedet (Balada snů). Obsahuje rovněž některé novější vesnické písně, hry i říkanky pro děti.[9]
- Kirke-Salmebog. Et Udkast. (1861, Církevní zpěvník. Návrh), návrh církevního zpěvníku, jehož tvorbou byl Landstad pověřen roku 1852, aby jím nahradil dřívější jen dánské zpěvníky.
- Om Salmesagen (1862, O žalmech), informace o práci na navrženém zpěvníku.
- Kirkesalmebog (1669, Církevní zpěvník), oficiálně schválený Landstadův návrh z roku 1861 pro použití v těch farnostech, které o tom samy rozhodly. V návrhu byly provedeny některé úpravy a jazyková revize (s pomocí filologa Ivara Aasena). Zpěvník obsahuje původně dánské, německé, švédské a norské hymny, mnohá z nich v Landstadově přebásnění, a také 53 původních hymnů od samotného Landstada. Zpěvník byl v době svého vzniku kritizován církevními představiteli z hlediska obsahu (že byly provedeny změny v textu, že ve zpěvníku chybí mnoho starých, známých a oblíbených písní a také nově vzniklé hymny), ale dnes je považován za jednu z nejvýznamnějších knih, které kdy v Norsku vyšly. Později byl slovník revidován diecézním proboštem Gustavem Jensenem (1845–1922), jeho návrh byl předložen roku 1815, schválen k používání roku 1924 a roku 1926 vydán pod názvem Landstads reviderte salmebok (Landstadův revidovaný zpěvník). Tento zpěvník byl až do roku 1978 oficiálním zpěvníkem norské církve.[7][10]
- Sange og Digte af forskjellige Slags, mest fra gamle Dage (1879, Písně a básně různých druhů, většinou ze starých časů), sbírka básní.[5]
- Gamle Sagn om Hjartdølerne (1880, Staré pověsti z Hjartdalu), kniha obsahuje staré pověsti a příběhy z Hjartdalu v Telemarku.[9]
- Salmebog for Lutherske Kristne i Amerika (1900, Zpěvník pro luteránské křesťany v Americe, vydáno posmrtně, obsahuje 730 písní[11].
- Ættesagaer og Sagn fra Telemarken (1924, Pohádky a pověsti z Telemarku), posmrtné vydání.[9]
- Folkeviser fra Telemarken (1925, Lidové písně z Telemarku), posmrtné vydání.[9]
- Mytiske Sagn fra Telemarken (1926, Mytické legendy z Telemarku), posmrtné vydání.[9]
- Fra Telemarken. Skik og Sagn (1927, Z Telemarku. Zvyky a pověsti), posmrtné vydání.[9]